# Bahar – Egy új esély
A Bahar – Egy új esély (eredeti cím: Bahar) egy 2024-ben indult török televíziós sorozat, melynek főszereplői a Perzselő szenvedélyek című sorozatból ismert Demet Evgâr, a Kuzey Güney – Tűz és víz című sorozatból ismert Buğra Gülsoy és a Titkok hálójában című sorozatból ismert Mehmet Yılmaz Ak.
Törökországban az első évadot 2024. február 13-a és 2024. június 11-e között sugározta a Show TV, a második évadot 2024. szeptember 24-e és 2025. május 27-e között vetítette szintén a Show TV, a harmadik évadot pedig várhatóan 2025-ben tűzi műsorra a Show TV. Magyarországon 2025. június 12-én tűzte műsorra az Izaura TV az első évadot, amelynek fináléja  2025. augusztus 15-én volt. A második évadot 2025. augusztus 18-án tűzte műsorra az Izaura TV.
A széria a dél-koreai Doktor Csha című sorozat feldolgozása.

## Cselekmény
Bahar húsz évvel ezelőtt elvégezte az orvosi egyetemet, de a munka helyet a családját, a háztartásbeli életet választotta. Miután megérinti a halál szele, úgy dönt, megvalósítja az álmát, megkeresi önmagát, és végre orvos akar lenni. Ezzel teljesen felborítva a látszólagos családi idillt.

## Szereplők
| Szereplő neve            | Színész              | Magyar hang         | Megjegyzés |
| ------------------------ | -------------------- | ------------------- | --- |
| Bahar Özden              | Demet Evgâr          | Ligeti Kovács Judit | Ő Timur volt felesége, Umay és Aziz Uras édesanyja, Nevra menye, Gülçicek lánya, Çağla és Evren barátnője. Leánykori vezetéknevét használja a kórházba való belépéskor. |
| Evren Yalkin             | Buğra Gülsoy         | Szatory Dávid       | A professzor orvos. Ő végezte Bahar műtétjét. Ő Bahar barátja. |
| Timur Yavuzoğlu          | Mehmet Yılmaz Ak     | Bozsó Péter         | Ő egy professzor. Ő a főorvos. Az apja is orvos. Nevra fia. Aziz Uras és Umay apja. Bahar volt férje. Rengin szeretője. Parla apja. Gülçiçek veje.                      |
| Çağla Sert               | Elit Andaç Çam       | Nádasi Veronika     | Esztétikai orvos és Bahar legjobb barátja. |
| Aziz Uras Yavuzoğlu      | Demirhan Demircioğlu | Baráth István       | Orvos asszisztens. Bahar és Timur fia, Gulcicek és Nevra unokája, Umay bátyja. Seren férje, Efsun és Rizan veje.                                                        |
| Seren Tekin Yavuzoğlu    | Nil Sude Albayrak    | Nemes Takách Kata   | Orvos asszisztens, Aziz Uras felesége, Rıza és Efsun lánya, Bahar és Timur menye.                                                                                       |
| Umay Yavuzoğlu           | Alisa Sezen Sever    | Kobela Kíra         | Timur és Bahar lánya, Nevra és Gülçiçek unokája, valamint Parla legközelebbi barátja.                                                                                   |
| Gülçiçek Özden Saygın    | Füsun Demirel        | Kocsis Judit        | Bahar anyja, Rehan felesége |
| Nevra Yavuzoğlu          | Hatice Aslan         | Kovács Nóra         | Timur anyja és Bahar volt anyósa. |
| Rengin Wallace Yavuzoğlu | Ecem Özkaya          | Madarász Éva        | Professzor. Ő a kórház új főorvosa. Ő Parla anyja. Timur barátnője |

## Magyar stáb
- Magyar szöveg: Bernvalner Anita
- Hangmérnök és Vágó: Schmidt Zoltán
- Gyártásvezető: Vígvári Ágnes
- Szinkronrendező: Zentai Mária
- Produkciós vezető: Komlósi Gergő

A szinkront a TV2 Média Csoport megbízásából a Direct Dub Studios készítette.

## Évados áttekintés
| Évad | Évad | Török epizódok száma | Magyar epizódok száma | Eredeti sugárzás     | Eredeti sugárzás | Eredeti sugárzás    | Magyar sugárzás  | Magyar sugárzás     | Magyar sugárzás |
| Évad | Évad | Török epizódok száma | Magyar epizódok száma | Évadpremier          | Évadfinálé       | Eredeti adó         | Évadpremier      | Évadfinálé          | Magyar adó      |
| ---- | ---- | -------------------- | --------------------- | -------------------- | ---------------- | ------------------- | ---------------- | ------------------- | --------------- |
|      | 1.   | 16                   | 47                    | 2024. február 13.    | 2024. június 11. |                     | 2025. június 12. | 2025. augusztus 15. |                 |
|      | 2.   | 32                   |                       | 2024. szeptember 24. | 2025. május 27.  | 2025. augusztus 18. |                  |                     |                 |
|      | 3.   |                      |                       | 2025–                |                  |                     |                  |                     |                 |